# Sven Danielsson
Sven Danielsson, född 1939, är en svensk filosof.
Danielsson var professor i praktisk filosofi vid Uppsala universitet. Han disputerade 1968 med doktorsavhandlingen Preference and obligation och har därefter ägnat sig åt bland annat beslutsteori och metaetik. Han är numera emeritus.